# No-hitter

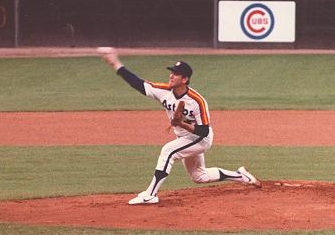
Nolan Ryan detém o recorde de no-hitter nas grandes ligas com sete.

No beisebol, um no-hitter (também conhecido como um no-hit game e coloquialmente como um no-no) é um jogo em que uma equipe não foi capaz de rebater ao menos uma  simples. A Major League Baseball (MLB) oficialmente define um no-hitter como um jogo completo em que uma equipe que rebateu ao menos nove  entradas e não conseguiu rebatidas válidas. Um arremessador que previne que o time oponente consiga uma rebatida é citado como tendo "arremessado um no-hitter". É uma rara façanha: apenas 299 no-hitters aconteceram na história da Major League Baseball desde 1876, uma média de dois por ano. Na maioria dos casos na MLB, um no-hitter é conseguido apenas por um arremessador em um jogo completo; quando dois ou mais arremessadores conseguem o feito, é um no-hitter combinado. O mais recente no-hitter por apenas um arremessador aconteceu em 8 de maio de 2018 por James Paxton  do Seattle Mariners contra o Toronto Blue Jays no Rogers Centre. The. O mais recente no-hitter combinado foi conseguido por  Walker Buehler, Tony Cingrani, Yimi Garcia Adam Liberatore do Los Angeles Dodgers contra o San Diego Padres em 4 de maio de 2018.
É possível alcançar base sem uma rebatida, mais comumente através de um walk, error ou sendo atingido por um arremesso (hit by pitch). Outra possibilidade é o rebatedor alcançar base após um  terceiro strike não receptado. Um no-hitter em que nenhum rebatedor alcança base é conhecido como um jogo perfeito, um feito muito mais raro. Devido ao fato que um rebatedor possa alcançar base por outros meios além de uma rebatida, um arremessador pode conseguir um no-hitter (embora não um jogo perfeito) e ainda assim sofrer  corridas e até mesmo perder o jogo, embora isso seja extremamente incomum e a maioria dos no-hitters também são  shutouts. Uma ou mais corridas foram sofridas em 25 jogos no-hitters na história da MLB, mais recentemente Ervin Santana do Los Angeles Angels of Anaheim na vitória por 3–1 contra o Cleveland Indians em 27 de julho de 2011. Em duas ocasiões, uma equipe conseguiu um no-hitter e ainda perdeu o jogo. Em outras quatro ocasiões, uma equipe conseguiu um no-hitter em oito entradas e perdeu o jogo, mas estes quatro jogos não são oficialmente reconhecidos como jogos no-hitters pelo Major League Baseball pois não duraram ao menos nove entradas. Teoricamente é possível que arremessadores oponentes consigam ambos um no-hitter, embora isto nunca tenha acontecido nas grandes ligas.

## Major League Baseball no-hitters

### Definição
Um no-hitter é definido pelo Major League Baseball como sendo: "Um jogo oficial sem rebatidas ocorre quando um arremessador (ou arremessadores) não permite nenhuma rebatida válida durante todo o curso da partida, que consiste em, ao menos, nove entradas." Esta definição foi estabelecida pelo Committee for Statistical Accuracy da MLB em 1991, o que retirou dos livros de recordes jogos previamente reconhecidos como no-hitters com menos de nove entradas ou onde a primeira rebatida tinha sido conseguida nas entradas extras. Jogos perdidos por times visitantes em 8½ entradas sem permitir nenhuma rebatida não se qualificam como no-hitters, pois o time visitante arremessou apenas em oito entradas.

### Frequência
A Major League Baseball reconhece oficialmente 299 no-hitters desde  1876; apenas 23 destes foram  jogos perfeitos. Dois no-hitters foram conseguidos no mesmo dia: Ted Breitenstein e Jim Hughes em 22 de abril de 1898; e  Dave Stewart e Fernando Valenzuela em 29 de junho de 1990.

### Seca de no-hitters
| Data do No-hitter     | Arremessador(es)                                                                     | Franquia                      | Dias desde o no-hitter |
| --------------------- | ------------------------------------------------------------------------------------ | ----------------------------- | ---------------------- |
| 25 de junho de 2010   | Edwin Jackson                                                                        | Arizona Diamondbacks          | 5382                   |
| 8 de abril de 1994    | Kent Mercker                                                                         | Atlanta Braves                | 11304                  |
| 13 de julho de 1991   | Bob Milacki (6 IP) Mike Flanagan (1 IP) Mark Williamson (1 IP) Gregg Olson (1 IP)    | Baltimore Orioles             | 12304                  |
| 19 de maio de 2008    | Jon Lester                                                                           | Boston Red Sox                | 6149                   |
| 21 de abril de 2016   | Jake Arrieta                                                                         | Chicago Cubs                  | 3255                   |
| 21 de abril de 2012   | Philip Humber                                                                        | Chicago White Sox             | 4716                   |
| 2 de julho de 2013    | Homer Bailey                                                                         | Cincinnati Reds               | 4279                   |
| 15 de maio de 1981    | Len Barker                                                                           | Cleveland Indians             | 16015                  |
| 17 de abril de 2010   | Ubaldo Jiménez                                                                       | Colorado Rockies              | 5451                   |
| 7 de maio de 2011     | Justin Verlander                                                                     | Detroit Tigers                | 5066                   |
| 1 de setembro de 2019 | Justin Verlander                                                                     | Houston Astros                | 2027                   |
| 26 de agosto de 1991  | Bret Saberhagen                                                                      | Kansas City Royals            | 12260                  |
| 12 de julho de 2019   | Taylor Cole (2 IP) Félix Peña (7 IP)                                                 | Los Angeles Angels of Anaheim | 2078                   |
| 4 de maio de 2018     | Walker Buehler (6 IP) Tony Cingrani (1 IP) Yimi Garcia (1 IP) Adam Liberatore (1 IP) | Los Angeles Dodgers           | 2512                   |
| 3 de junho de 2017    | Edinson Volquez                                                                      | Miami Marlins                 | 2847                   |
| 15 de abril de 1987   | Juan Nieves                                                                          | Milwaukee Brewers             | 13854                  |
| 3 de maio de 2011     | Francisco Liriano                                                                    | Minnesota Twins               | 5070                   |
| 1º de junho 2012      | Johan Santana                                                                        | New York Mets                 | 4675                   |
| 18 de julho de 1999   | David Cone                                                                           | New York Yankees              | 9377                   |
| 7 de maio de 2019     | Mike Fiers                                                                           | Oakland Athletics             | 2144                   |
| 25 de julho de 2015   | Cole Hamels                                                                          | Philadelphia Phillies         | 3526                   |
| 12 de julho de 1997   | Francisco Córdova (9 IP) Ricardo Rincón (1 IP)                                       | Pittsburgh Pirates            | 10113                  |
| n/a                   | n/a                                                                                  | San Diego Padres              | 20436                  |
| 9 de junho de 2015    | Chris Heston                                                                         | San Francisco Giants          | 3572                   |
| 8 de maio de 2018     | James Paxton                                                                         | Seattle Mariners              | 2508                   |
| 3 de setembro de 2001 | Bud Smith                                                                            | St. Louis Cardinals           | 8599                   |
| 26 de julho de 2010   | Matt Garza                                                                           | Tampa Bay Rays                | 5351                   |
| 28 de julho de 1994   | Kenny Rogers                                                                         | Texas Rangers                 | 11193                  |
| 2 de setembro de 1990 | Dave Stieb                                                                           | Toronto Blue Jays             | 12618                  |
| 3 de outubro de 2015  | Max Scherzer                                                                         | Washington Nationals          | 3456                   |

## Competições internacionais
No Clássico Mundial de Beisebol de 2006, Shairon Martis arremessou um no-hitter pelo time da Holanda contra a equipe do Panamá, entretanto foi em apenas sete entradas devido à regra de miserircódia.

## Superstições
Uma das mais comuns superstições no beisebol é que dá azar mencionar um no-hitter em curso, especialmente ao arremessador e em particular pelos companheiros de time (que algumas vezes nem mesmo se aproximam do arremessador).